# جین ابسل
جین ابسل (انگلیسی: Jean Absil; ۲۳ اکتبر ۱۸۹۳ – ۲ فوریهٔ ۱۹۷۴) آهنگساز، و مربی موسیقی اهل بلژیک بود.